# Чална-Онежская
Чална́-Оне́жская — железнодорожная станция на 522,2 км перегона Падозеро — Томицы линии Суоярви — Томицы — Петрозаводск. Территориально расположена на юго-востоке посёлка Чална Пряжинского национального района Республики Карелия.

## Описание
В бывшем пассажирском здании находится дежурный по станции, а также располагается пост ЭЦ, обеспечивающий полуавтоблокировку на линии. Зал ожидания закрыт. Билетная касса отсутствует. Билеты приобретаются в штабном вагоне у начальника поезда. На станции останавливаются все проходящие пассажирские поезда.
На станции располагается путевая машинная станция ПМС-84 (объединена с ПМС-263 Беломорск).

## История
Строительство линии Суоярви — Петрозаводск протяженностью почти в 130 километров было начато в марте 1939 года в связи с началом Зимней войны. Участок был построен советскими строителями всего за 3,5 месяца, и уже в марте 1940 года на линии было открыто движение.
С 1941 по 1944 Финляндия оккупировала часть территории КФССР, в результате чего все станции и остановочные пункты линии получили финские наименования. Чална-Онежская получила наименование Viitana по названию близлежащего посёлка Виданы. После освобождения территории КФССР от финских оккупантов летом 1944 года станции вернули прежнее название.
В середине 2010-х годов на станции был выложен новый перрон и установлен пассажирский павильон.
Со 2 декабря 2019 года по станции пустили новый пассажирский поезд Москва — Петрозаводск, следующий через Тверь, Санкт-Петербург, Выборг, Сортавалу, Суоярви.

## Галерея
- Табличка.
- Вид в сторону ст. Падозеро.
- Вид в сторону ст. Томицы.